# Chaetostoma marmorescens
Chaetostoma marmorescens es una especie de peces de la familia Loricariidae en el orden de los Siluriformes.

## Morfología
Los machos pueden llegar alcanzar los 13,5 cm de longitud total.

## Hábitat y distribución geográfica
Es un pez de agua dulce.
Se encuentran en la cuenca del río Huallaga, en Perú.